# Hranice (klein district)
Správní obvod obce s rozšířenou působností Hranice (Nederlands: Administratief district van de gemeente met uitgebreide bevoegdheid Hranice, afgekort SO ORP Hranice) is een van de drie administratieve districten van gemeenten met uitgebreide bevoegdheid (správní obvody rozšířené působnosti obcí) in het Tsjechische district Přerov in de regio Olomouc. Het administratief district is in 2003 opgericht en binnen het district vallen 32 gemeenten. De stad Hranice is de enige gemeente met bevoegd gemeentebestuur (obec s pověřeným obecním úřadem).

## Lijst van gemeente
De obce (gemeenten) in de SO ORP Hranice. De vetgedrukte plaatsen hebben stadsrechten. De cursieve plaatsen zijn steden zonder stadsrechten (zie: vlek).
Bělotín - Býškovice - Černotín - Dolní Těšice - Horní Těšice - Horní Újezd - Hrabůvka - Hranice - Hustopeče nad Bečvou - Jindřichov - Klokočí - Luboměř pod Strážnou - Malhotice - Milenov - Milotice nad Bečvou - Olšovec - Opatovice - Paršovice - Partutovice - Polom - Potštát - Provodovice - Radíkov - Rakov - Rouské - Skalička - Střítež nad Ludinou - Špičky - Teplice nad Bečvou - Ústí - Všechovice - Zámrsky